# Dolichotetranychus floridanus
Dolichotetranychus floridanus är en spindeldjursart som först beskrevs av Banks 1900.  Dolichotetranychus floridanus ingår i släktet Dolichotetranychus och familjen Tenuipalpidae. Inga underarter finns listade i Catalogue of Life.